# Ortit
Az ortit (névváltozatai:cériumepidot, allanit-Ce) a szoroszilikátok (vagy rétegszilikátok) között az epidotcsoport ásványegyüttesének tagja, víztartalmú kalcium, alumínium, cériumszilikát. A monoklin rendszerben kristályosodik, oszlopos prizmás kristályokban, leggyakrabban mikrokristályos formában jelenik meg, ikerkristályi is ismertek. Első alkalommal egy skót ásványgyűjtő Tomas Allan fedezte fel 1810-ben Grönlandon akitől egyik névváltozata származik.

## Kémiai és fizikai tulajdonságai
- Képlete: (Ce,Ca,Y92(Al,Fe3+)3(SiO4)3·OH.
- Szimmetriája: a monoklin kristályrendszerben, kevés szimmetriaelemet mutatnak kristályai.
- Sűrűsége: 3,5-4,2 g/cm³.
- Keménysége: 6,0-6,5 (a Mohs-féle keménységi skála szerint).
- Hasadása: rosszul hasad..
- Törése: egyenetlen, kagylós törésű.
- Színe: barna, fekete.
- Fénye: szurok vagy gyanta fényű.
- Átlátszósága: átlátszatlan.
- Pora:  szürkésbarna.
- Különleges tulajdonsága: gyengén radioaktív.
- Elméleti tartalma:
- CaO: 5,4%
- Al2O3: 18,3%
- Ce2O3: 31,2%
- SiO2: 28,9%
- Y2O3: 5,5%
- Fe2O3: 9,3%
- H2O: 1,4%

## Keletkezése
Magmás kőzetalkotó pegmatitokban. Mélységi magmás kőzetek járulékos elegyrésze.
Hasonló ásvány: az epidot.

## Előfordulásai
Norvégiában Arendal vidékén. Svédországban Ytterby, Falun és Rydderhyttan közelében. Franciaországban Luzenac és Trimouns környékén. Szlovákiában Brezován. Nagyobb előfordulások ismertek Grönland nyugati partvidékén. Oroszországban az Ural-hegységben. Az Egyesült Államokban Kalifornia és Texas szövetségi államokban. Megtalálható Kanadában Quebec, Ontario és Saskatchewan tartományokban. Előfordulásai vannak Mexikóban és Ausztráliában.
Kísérő ásványok: epidot, muszkovit és a fluorit.

## Előfordulásai Magyarországon
Cserépváralja község határában miocén tufák és riolit környezetében egy patakhordalék torlatában radioaktív anomáliát mutattak ki. Több ritkaföldfém társaságában jelentős ortitos homokot különítettek el.